# Bualadh bos: The Cranberries Live
Bualadh bos (en irlandés: Aplausos) es un álbum en directo de la banda irlandesa The Cranberries, publicado en 2010. Fue el primer material publicado por el grupo tras su reunión en 2009.
El disco contiene actuaciones en directo de sus primeros cuatro álbumes de estudio, Everybody Else Is Doing It, So Why Can't We?, No Need to Argue, To the Faithful Departed y Bury The Hatchet. El álbum contiene 15 canciones grabadas entre los años 1994 y 1998 en conciertos en los Estados Unidos, Canadá, Noruega y Suecia.

## Lista de canciones
| N.º | Título                 | Duración |  |
| 1.  | «Wanted»               | 2:05     |  |
| 2.  | «Liar»                 | 2:49     |  |
| 3.  | «Linger»               | 5:16     |  |
| 4.  | «I Still Do»           | 3:17     |  |
| 5.  | «Waltzing Back»        | 3:50     |  |
| 6.  | «Not Sorry»            | 4:35     |  |
| 7.  | «Pretty»               | 2:15     |  |
| 8.  | «Forever Yellow Skies» | 4:49     |  |
| 9.  | «Free to Decide»       | 3:13     |  |
| 10. | «Sunday»               | 3:27     |  |
| 11. | «Ode to My Family»     | 4:36     |  |
| 12. | «Ridiculous Thoughts»  | 4:18     |  |
| 13. | «Zombie»               | 5:07     |  |
| 14. | «Promises»             | 5:10     |  |
| 15. | «Dreams»               | 4:25     |  |